# Lo and Behold, Reveries of the Connected World
Pour plus de détails, voir Fiche technique et Distribution.
Lo and Behold, Reveries of the Connected World est un film documentaire américain réalisé par Werner Herzog et sorti en 2016.

## Synopsis
Le sujet du film est l'exploration par Werner Herzog de l'Internet et du monde connecté.
Il est structuré en dix chapitres s'attardant chacun sur un aspect de la thématique.

## Fiche technique
- Titre : Lo and Behold, Reveries of the Connected World
- Réalisateur : Werner Herzog
- Scénario : Werner Herzog
- Directeur de la photographie : Peter Zeitlinger
- Montage : Marco Capalbo
- Pays d’origine :  États-Unis
- Genre : Documentaire
- Durée : 98 minutes (1 h 38)
- Dates de sortie : 
  - États-Unis : 23 janvier 2016 (Festival du film de Sundance)

## Distribution
- Werner Herzog : lui-même
- Kevin Mitnick : lui-même
- Lucianne Walkowicz : elle-même
- Elon Musk : lui-même